# کیسی لمونز
کیسی لمونز (انگلیسی: Kasi Lemmons؛ زادهٔ ۲۴ فوریهٔ ۱۹۶۱) هنرپیشه، کارگردان، فیلم‌نامه‌نویس و پدیدآور اهل ایالات متحده آمریکا است. وی از سال ۱۹۷۹ میلادی تاکنون مشغول فعالیت بوده‌است.

## گزیدهٔ آثار

### سینما
- دیسکانکت (۲۰۱۲)
- تا تو بودی (۱۹۹۷)
- بن‌بست (۱۹۹۷)
- هدف سخت (۱۹۹۳)
- کندی‌من (۱۹۹۲)
- سکوت بره‌ها (۱۹۹۱)
- بوسه خون‌آشام (۱۹۸۹)

### تلویزیون
- بخش فوریت‌های پزشکی (۲۰۰۲)